# Corporación de Radiodifusión Palestina
La Corporación de Radiodifusión Palestina (en inglés: Palestinian Broadcasting Corporation o PBC) es el ente encargado de la radio y televisión pública de los Territorios Palestinos. En 2009, esta corporación fue aceptada como miembro de la UER, por lo que podría participar en el Festival de la Canción de Eurovisión en 2010. Hasta el momento, el ente no manifestado ninguna opinión referente al hecho de que el Estado de Israel también participa en este certamen.

## Activos
- Canal Satelital Palestino
- Voz de Palestina